# Hormonotus modestus
Hormonotus modestus är en ormart som beskrevs av Duméril, Bibron och Duméril 1854. Hormonotus modestus är ensam i släktet Hormonotus som ingår i familjen Lamprophiidae. Inga underarter finns listade i Catalogue of Life.
Arten förekommer i västra och centrala Afrika österut till Uganda och söderut till Angola. Honor lägger ägg.